# Dorylaimida
Dorylaimida (dorylaims) là tên một bộ của ngành giun tròn. Những loài thuộc bộ này thì sống ở cả 2 môi trường, trong đất và trong nước (nước ngọt).

## Phân loại

### Lịch sử
Họ này được thành lập khi Dujardin mô tả Dorylaimus stagnalis vào năm 1845, tiếp đến là năm 1876, De MAn đề xuất một họ tên là Dorylamidae nằm trong bộ này, và "cha đẻ của môn giun trùn học của Mỹ" Nathan Cobb đã thêm rất nhiều loài và phân loài vào bộ này. Vào năm 1927, Filipjev đã thêm một phân họ tên là Dorylaiminae. Mãi đến cho đến năm 1934, thì bộ này mới có 4 bốn phân họ.
Năm 1936, tức là 2 năm sau, Pearse đề xuất nó theo hướng xa hơn răng nó là một phân bộ của bộ Enoplida. Và năm 1942 thì Pearse lại đề xuất lại như cũ. Tiếp theo sau là nhiều sự cải tổ, như trường hợp của Clark (1961) thì không chấp nhận bộ này còn mặt khác thì Goodey (1963) lại đồng tình. Rồi lại đến nhiều sự phân loại lại nữa, bao gồm là của: Jairajpuri (1964, 1969, 1976, 1980, 1983, 1992), Thorne (1964, 1967), Siddiqui (1968, 1983), Andrássy (1969, 1976), cuối cùng là Coomans và Loof (1970).
Tuy nhiên, với hệ thống phát sinh loài theo hướng phân tử đã phát triển như hiện nay thì cần đế một sự cải tổ theo hướng xa hơn.

### Phân chia
Tất cả các họ của bộ Dorylaimida thì được chia vào nhiều phân loài khác nhau, những phân loài ấy lại được chia vào 3 phân bộ. Dưới đây là toàn bộ họ của bộ này:
- Phân bộ Dorylaimina Pearse, 1942 (Type Suborder)
  - Phân họ Dorylaimoidea de Man, 1876
    - Họ Actinolaimidae
    - Họ Aporcelaimidae
    - Họ Dorylaimidae
    - Họ Longidoridae
    - Họ Nordiidae
    - Họ Qudsianematidae

  - Phân họ Belondiroidea Throne, 1939
    - Họ Belondiridae

  - Phân họ Tylencholaimoidea Filipjev, 1934
    - Họ Aulolaimoididae
    - Họ Leptonchidae
    - Họ Mydonomidae
    - Họ Tylencholaimidae
- Phân bộ Nygolaimina Thorne, 1935
  - Phân họ Nygolaimoidea
    - Họ Aetholaimidae
    - Họ Nygellidae
    - Họ Nygolaimellidae
    - Họ Nygolaimidae
- Phân bộ Campydorina Jairajpuri, 1983
  - Phân họ Campydoroidea
    - Họ Campydoroidae